# Echinoaesalus sabahensis
Echinoaesalus sabahensis is een keversoort uit de familie vliegende herten (Lucanidae). De wetenschappelijke naam van de soort is voor het eerst geldig gepubliceerd in 1994 door Zelenka.